# Thergothon
Thergothon a fost o trupă finlandeză de mare influență ulterioară pe scena underground. Ei sunt considerați a fi pionerii funeral doom-ului. Primul lor material a fost demoul din 1991 care cu numele de Fhtagn nagh Yog-Sothoth, care conținea doar 4 piese.De asemnenea, a mai existat un demo, datând tot din 1991,care se numea Dancing in the realm of shades. Singurul album full format Thergothon Stream from the Heavens a apărut în 1994. Sunetul formației era extrem de lent și agresiv, care combina riff-uri de chitară foarte dure cu un growl pătrunzător și pe alocuri cu o linie melodică dată de chitara principală. Trupa s-a despărțit cu doi ani înainte de a scoate primul album full format.
Chiar dacă activitatea muzicală a trupei nu poate fi descrisă ca una bogată (2 demo-uri și un album), acestea au fost relansate de umeroase case de discuri în diferiți ani, ultimul datând din 2009. Mai mult decât atât,totîn 2009 casa de discuri Solitude Productions  din Rusia a lansat un tribut album trupei Thergothon, cu numele de Rising Of Yog-Sothoth: Tribute To Thergothon, la care au participat numeroase formații de pe scena funeral doom-ului dar nu numai.
Membrii inițiali ai trupei au rămas în industria muzicală dar și-au schimbat preferințele. Astfel Niko Sirkiä și Jori Sjöroos au format proiectul This Empty Flow cu înclinații spre trip hop, iar Niko Sirkiä se ocupă de muzică electronică și conduce casa de discuri Some Place Else.

## Discografie
- Fhtagn nagh Yog-Sothoth (Demo, 1991)
- Dancing in the Realm of Shades(Demo, 1991)
- Stream from the Heavens (1994)

## Membri
- Niko Sirkiä (aka Niko Skorpio) - voce, clape
- Jori Sjöroos - Baterie (instrument muzical)
- Mikko Ruotsalainen - chitară
- Sami Kaveri - chitară